# Manuela Margarido
Maria Manuela Conceição Carvalho Margarido (roça Olímpia, Illa de Príncipe, 1925 - Lisboa, 10 de març de 2007) fou una poetessa de São Tomé i Príncipe.

## Biografia
Manuela Margarido aviat abraçà la lluita anticolonialista, que a partir de la dècada de 1950 es va afermar a Àfrica, i per la independència de l'arxipèlag. El 1953 va alçar la veu contra la massacre de Batepá, perpetrada per la repressió colonial portuguesa. En la seva poesia denuncià la repressió colonial i la misèria en que vivien els habitant de les illes a les roces del cafè i del cacau.
Va estudiar ciències religioses, sociologia, etnologia i cinema a la Sorbonne de París, on va estar exiliada. Després de la independència del seu país, va ser-ne ambaixadora a Brussel·les i a diverses organitzacions internacionals.
Els darrers anys de la seva vida els va viure a Lisboa on es va dedicar a divulgar la cultura del seu país, i és considerada juntament amb Alda do Espírito Santo, Caetano da Costa Alegre i Francisco José Tenreiro, un dels principals noms de la poesia de São Tomé i Príncipe. Entre altres funcions, va ser membre del Consell Consultivo de la revista Atalaia, del Centre Interdisciplinar de Ciència, Tecnologia i Societat de la Universitat de Lisboa (CICTSUL).
Va morir als 82 anys, en l'Hospital São Francisco Xavier, en Lisboa, on es trobava hospitalitzada. Les cerimònies fúnebres van tenir lloc en la seu del Gran Orient Lusità.